# Schrankia
Schrankia is een geslacht van nachtvlinders uit de familie Noctuidae.

## Soorten
- S. altivolans Butler
- S. anatolica Schwingenschuss, 1938
- S. arrhecta Meyrick, 1904
- S. balneorum (Alpheraky, 1880)
- S. bilineata Galsworthy, 1997
- S. boisea Holloway, 1976
- S. capnophanes Turner, 1938
- S. costaestrigalis

Gepijlde micro-uil (Stephens, 1834)
- S. crambiformis Dyar, 1914
- S. croceipicta (Hampson, 1893)
- S. cheesmanae Holloway, 1977
- S. daviesi Holloway, 1977
- S. dimorpha Inoue, 1979
- S. dochmographa Fletcher, 1957
- S. erromanga Holloway, 1977
- S. fractilinea Smith, 1908
- S. furoroa Robinson, 1975
- S. intermedialis Reid, 1972
- S. kalchbergi Staudinger, 1876
- S. karkara Holloway, 1977
- S. kogii Inoue, 1979
- S. macula Druce, 1891
- S. masuii Inoue, 1979
- S. mesoscia Turner, 1933
- S. microscopica (Berio, 1962)
- S. namibiensis Hacker, 2004
- S. nokowula Holloway, 1977
- S. nouankaoa Holloway, 1977
- S. orientalis Staudinger, 1901
- S. oxygramma Meyrick, 1899
- S. ptocas Turner, 1944
- S. sarothrura Meyrick, 1899
- S. scoparioides Hacker, 2004
- S. seinoi Inoue, 1979
- S. separatalis Herz, 1904

- S. simplex Butler
- S. solitaria Fletcher D. S., 1961
- S. squalida Wileman & South, 1917
- S. tabwemasana Holloway, 1977
- S. taenialis

Gelijnde micro-uil (Hübner, 1809)
- S. tamsi Holloway, 1977
- S. taona Tams, 1935
- S. vitiensis Robinson, 1975